# Jean-Jacques Lequeu

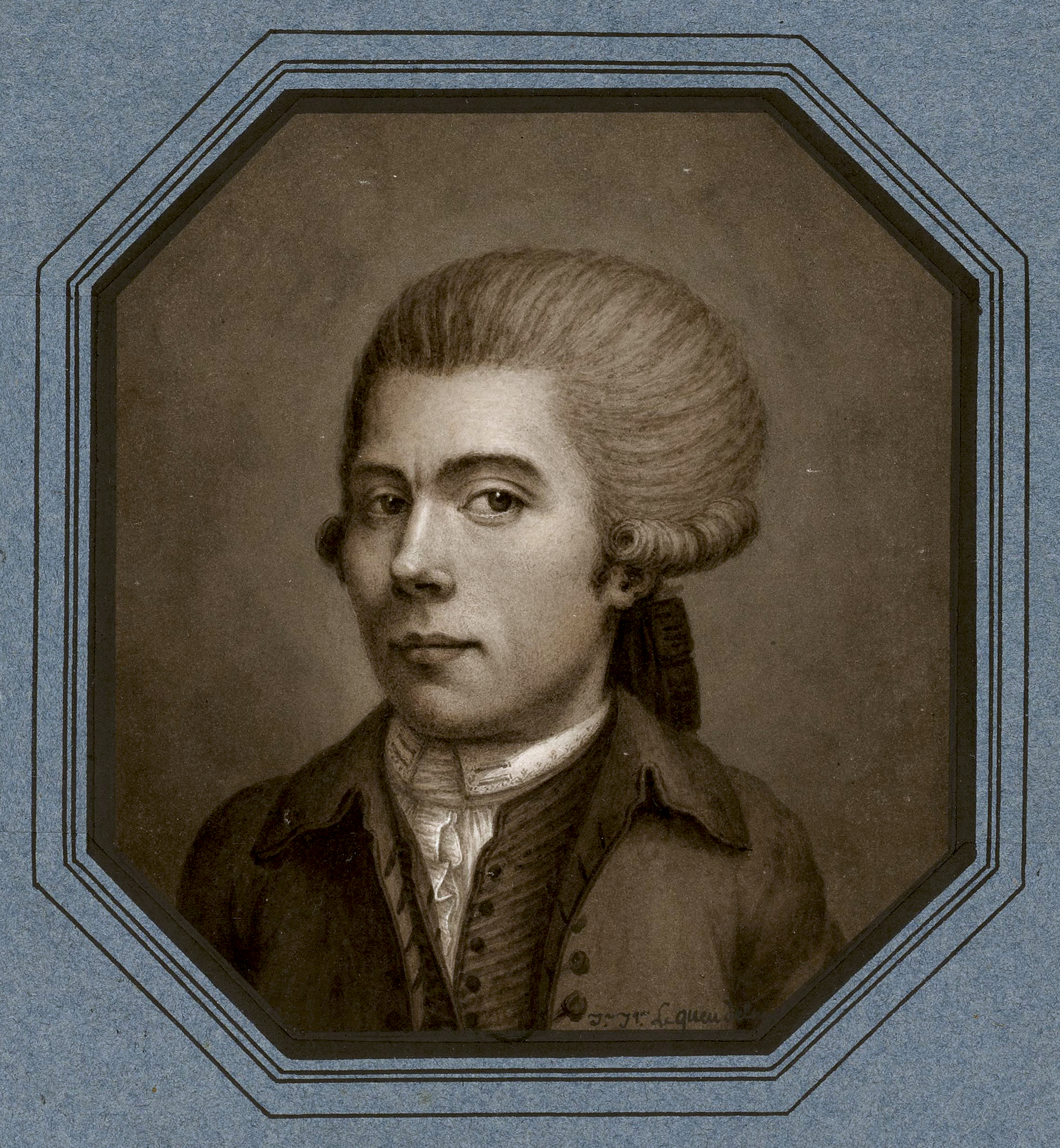
Selbstporträt von Lequeu

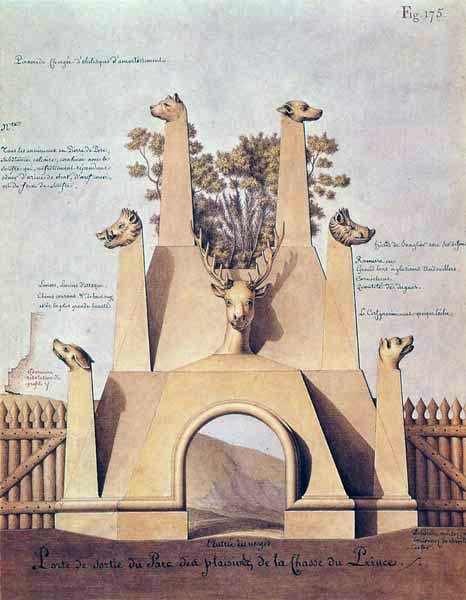
Entwurf für das Tor eines Jagdgeländes

Jean-Jacques Lequeu (* 14. September 1757 in Rouen; † 28. März 1826) war ein französischer Architekt.
Er gilt als bekannter Vertreter theoretischer Entwürfe der architecture parlante der Revolutionsarchitektur.
Durch ein Stipendium kam er nach Paris. Sein Hauptwerk ist das nie veröffentlichte Buch Architecture Civile. Viele seiner Zeichnungen sind heute in der Bibliothèque nationale de France zu finden, einige als „pornografisch“ eingestufte sind im Enfer einsortiert.